# Rurzyca (West-Pommeren)
Rurzyca (Duits: Rörchen) is een dorp in de Poolse woiwodschap West-Pommeren. De plaats maakt deel uit van de gemeente Goleniów en telt 330 inwoners.